# Gbabélé
 (juin 2021).
Si vous disposez d'ouvrages ou d'articles de référence ou si vous connaissez des sites web de qualité traitant du thème abordé ici, merci de compléter l'article en donnant les références utiles à sa vérifiabilité et en les liant à la section « Notes et références ».
Gbabélé I est un village du Cameroun situé dans la commune de Batouri, dans la région de l'Est et dans le département de la Kadey.

## Climat
Dans ce village, il y a un climat équatorial chaud et humide de type guinéen classique avec deux saisons de pluies et deux saisons sèches.

## Population
Les 97 habitants sont répartis en 49 hommes et 48 femmes. Dans cette zone, on retrouve les groupes ethniques Kako, Gbaya, Yanguelé, Foulbés, Bororos[source insuffisante]. 

## Infrastructures
Le réseau routier est en mauvais état, ce qui rend difficile l'accès au village et la commercialisation des produits[source insuffisante].